# Stawek (gmina Spiczyn)
Stawek – wieś w Polsce położona w województwie lubelskim, w powiecie łęczyńskim, w gminie Spiczyn.
W latach 1975–1998 miejscowość należała administracyjnie do województwa lubelskiego.
Wieś stanowi sołectwo gminy Spiczyn. Według Narodowego Spisu Powszechnego z roku 2011 wieś liczyła 108 mieszkańców.
Wierni Kościoła rzymskokatolickiego należą do parafii św. Anny w Kijanach.

## Historia
Miejscowość powstała w roku 1911 w wyniku rozparcelowania dóbr ziemskich będących w posiadaniu Banku Ziemskiego.
Według spisu powszechnego z roku 1921 kolonia Stawek w powiecie lubartowskim gminie Spiczyn liczyła 18 domów i 132 mieszkańców.